# BCR Open Romania 2006
BCR Open Romania 2006 — тенісний турнір, що проходив на ґрунтових кортах у місті Бухарест, Румунія з 11 вересня . Належав до категорії ATP International Series, був турніром серії Romanian Open 2006 року.

## Фінальна частина

### Одиночний розряд
Юрген Мельцер —  Філіппо Воландрі 6–1, 7–5

### Парний розряд
Маріуш Фирстенберг /  Марцин Матковський —  Мартін Гарсія /  Луїс Орна 6–7(5–7), 7–6(7–5), [10–8]